# Линия Милн
Линията Милн е временна демаркационна линия в Западен Анадол между Гърция и Османската империя. Установена е по време на Парижката мирна конференция след Мудроското примирие и просъществува до началото на гръцката офанзива в Мала Азия през 1920 г., довела в резултат от турската война за независимост – до малоазийска катастрофа за Гърция.
Демаркационната линия носи името си по британския фелдмаршал Джордж Милн, британски командващ на Солунския фронт и на Балканския театър на бойните действия по време на Първата световна война.
Линията започва северно от Айвалък и завършва южно от Селчук. На 18 януари 1920 г. гръцката армия пресича линията в опит за настъпление в Анадола, но е отблъсната. На 22 юни 1920 г. с одобрението на съюзниците започва гръцката лятна офанзива по време на гръцко-турската война (1919 – 1922), с началото на която линията Милн остава в историята.